# Burg Schiggendorf
Die Burg Schiggendorf ist eine abgegangene Höhenburg (Wallanlage) in waldigem Gelände auf dem Bergvorsprung Schloßberg 400 Meter südsüdwestlich des heutigen Stadtteils Schiggendorf der Stadt Meersburg im Bodenseekreis (Baden-Württemberg).

## Beschreibung
Die wahrscheinlich frühmittelalterliche Wallanlage
gehört mit zu den beeindruckendsten Wehranlagen im Bodenseekreis. Ein System aus Erdwällen und Gräben umschließt eine Fläche von etwa 0,5 Hektar auf einem durch zwei tiefe Tobel gebildeten Sporn. Die steilen Hänge des nach Nordwesten ragenden Sporns schützen die Anlage von Nordwesten bis Südosten. Die südwestliche Seite ist durch einen inneren, etwa bogenförmigen Erdwall mit Vorgraben gegen die Hochebene geschützt. Geländemerkmale weisen darauf hin, dass der Wall zumindest im südöstlichen Bereich im Hang zu einer untenliegenden Berme weitergeführt wurde. Der Wall weist im Südwesten einen schmalen Durchbruch auf, der bauzeitlichen oder jüngeren Ursprungs sein könnte. Dem inneren Wall ist ein weiterer Wall mit Graben vorgelagert. Im südöstlichen Bereich schließt der äußere Wall direkt an den inneren Vorgraben an und wird an der gleichen Durchgangsstelle durchbrochen wie der innere Wall. Der äußere Zugang ist wesentlich breiter und wahrscheinlich bauzeitlich. Von diesem Zugang läuft der Vorwall etwa parallel zum inneren Wall Richtung Nordwesten, allerdings um etwa fünf bis acht Meter nach außen versetzt. Warum der südöstliche und der nordwestliche Außenwall in offensichtlich beabsichtigt unterschiedlichen Abständen zum Innenwall gebaut wurden, ist nicht geklärt. Falls der innere Walldurchbruch tatsächlich neueren Ursprungs ist, könnte diese Lücke zwischen den Wällen, in Verbindung mit dem wahrscheinlich älteren Außentor, einen Zugang zur Anlage gebildet haben. In diesem Fall wäre der einzig denkbare Zugang in den Innenbereich unter dem heutigen Waldweg zu suchen.
Der äußere Zugang wurde durch einen etwa 30–50 Meter langen und leicht bogenförmigen Außenwall mit Graben geschützt. Dieser Teil ist heute sehr stark verschliffen, aber noch erkennbar. Rätselhaft ist der große Abstand von mehr als 15 Metern zum Tor, möglicherweise gab es hier hölzerne Wehranlagen.
Der Zweck der Anlage ist nicht bekannt. Für einen Adelssitz mit typischer Höhenburg ist die durch die Wälle abgetrennte Fläche untypisch und zu  groß. Die früher angenommene Deutung der Anlage als vorgeschichtlicher Ringwall wird aber heute, u. a. auf Grund der teils noch sehr gut erhaltenen Geländemerkmale, ausgeschlossen, da die Wälle zum Teil sehr steil und noch bis etwa fünf Meter hoch sind.
Funde oder Erwähnungen, die eine Einordnung der Anlage zulassen, sind nicht bekannt. So muss der eigentliche Zweck der für die Region untypischen Befestigung offenbleiben. Die Anlage ist an einigen Stellen durch Waldwege gestört, was eine Deutung weiter erschwert.

## Verfall der Burg in der Sage
Nach einer Sage entführte der Raubritter von Schiggendorf mit Hilfe des Ritters von Baitenhausen die Tochter des Schenken (Mundschenk) von Ittendorf und heiratete sie in der Heidenhöhle von Bermatingen. Danach verließ er die heimatlichen Lande, und die Burg zerfiel.

## Belege
1. 1 2 3 4 5  Alois Schneider: Burgen und Befestigungen im Bodenseekreis. Hrsg.: Landesdenkmalamt Baden-Württemberg (= Fundberichte aus Baden-Württemberg. Band 14). 1. Auflage. E. Schweizerbart’sche Verlagsbuchhandlung, 1989, ISBN 3-510-49114-9, ISSN 0071-9897, S. 595–598.
2. 1 2 3 4 5 6  Christoph Morrissey – Dieter Müller: Wallanlagen im Regierungsbezirk Tübingen. Hrsg.: Regierungspräsidium Stuttgart – Landesamt für Denkmalpflege (= Atlas archäologischer Geländedenkmäler in Baden-Württemberg. Band 2/26). 1. Auflage. Konrad Theiss Verlag, Stuttgart 2011, ISBN 978-3-8062-2645-4, S. 154–160.
3. ↑  Untergang der Burg Schiggendorf (PDF-Datei)